# Andrea Cesare Paris
Andrea Cesare Paris (Pinerolo, 11 aprile 1820 – 1875) è stato un patriota italiano.

## Biografia
Figlio del liberale Ignazio Paris, che partecipò ai moti costituzionali piemontesi del 1821, comandò una delle compagnie dei Mille di Garibaldi, durante la campagna di Sicilia (1860).
Durante la "Esposizione Romana per la Storia del Risorgimento", tenutasi nella capitale italiana nel 1884, fu esposta una "Sciabola che il maggiore dei carabinieri cav. Ignazio Paris cingeva nel 1821, e che il figlio Cesare Andrea, comandante una delle compagnie dei Mille, portò nella campagna di Sicilia (n, i()6^ Paris Cesare)".